# Нощен патрул
„Нощен патрул“ (на руски: Ночной дозор) е фентъзи/научнофантастичен роман от известния руски писател Сергей Лукяненко. Книгата е издадена в Русия през 1998 г., а през 2004 г. излиза филмът Нощна стража, който описва историята от романа. В България книгата е публикувана от ИК „ИнфоДАР“ през 2005 г.
Действието на романа се развива около древната вражда между две свръхестествени групи – Нощния и Дневния патрул, които защитават интересите на двете страни от конфликта между така наречените „Различни“. Нощният патрул е организация на Светли Различни, упражняващи контрол над злините, извършени от Тъмни създания през нощта, а Дневният патрул от своя страна не позволява на Светлите да извършват повече добри дела през деня, отколкото техните врагове са способни да отразят чрез злини. В противоречие с възприетата жанрова норма на сравнително олекотено откъм философски багаж съдържание, Лукяненко въвежда в книгата разбиранията си за относителността на доброто и злото, както и някои наблюдения върху баланса между добродетели и недостатъци в човешката природа, които е придобил при практиката си като психолог. Разказът се води от първо лице, което внася специфична атмосфера чрез размислите и изказа на главния герой Антон Городецки. Степента на развитие на концепцията за абсолютно равновесие, развита и задълбочена в продълженията „Дневной дозор“ и „Сумеречный дозор“, доближава „Нощен патрул“ повече към научната фантастика, където можем да открием почти всички други произведения на автора, отколкото към фентъзи стила.
„Нощен патрул“ е първият роман от поредицата на Сергей Лукяненко, която включва още романите „Дневен патрул“, „Сумрачен патрул“, „Последен патрул“ и „Нов патрул“.
| Предишна: | Поредица:    | Следваща:     |
| --------- | ------------ | ------------- |
| (няма)    | Нощен патрул | Дневен патрул |